# Prepelica
Prepelica (lat. Coturnix coturnix, eng. common quail, njem. Wachtel, fra. caille), u cijelom svijetu poznata ptica s brojnim geografski ograničenim podvrstama. Najmanja je iz reda kokoški. Najčešća su joj staništa žitna polja i ravnice s livadama.  Populacija prepelica varira 35 000 000 – 300 000 000. Pomalo su ugrožene zbog lova na njih.  

## Opis
Prepelica je mala ptica duga 17 cm i teška 95 – 150 g. Ima raspon krila 32 – 35 cm. Glava joj je smeđe boje, oči su crvenkasto smeđe, a kljun je tamnosmeđe boje. Noge su joj žutoružičaste, dok je vrat smeđe boje. Hrani se sjemenkama, lisnim i cvjetnim pupoljcima te kupinama, a mladi se hrane uglavnom kukcima, sve dok ne postanu samostalni. Životni vijek prepelice procjenjuje se na 10 godina. Ona je ptica selica, te često strada prilikom seobe. Zime provode u Africi. Prirodni neprijatelji su joj zvijeri i ptice grabljivice. Ovu pticu je teško vidjeti jer više hoda nego leti i skriva se u zelenilu. Krik prepelica se čuje na udaljenosti od oko pola kilometra.

## Razmnožavanje
Sezona parenja traje tijekom svibnja. Mužjaci ne trpe druge mužjake u prisutstvu ženke prilikom parenja. Kad navrši od 6 do 8 tjedana, ženka prepelice u gnijezdo napravljeno od trave polaže od 6 do 18 bijelih ili prljavožutih jaja s crnim pjegama, te na njima leži od 16 do 18 dana. Gnijezdo se nalazi ispod grmlja, zaštićeno je od grabežljivaca. Dok ženka leži na jajima, mužjak traži drugu ženku za parenje, ne brinući se za svoje leglo. Mladi su uz majku oko tri tjedna, pa postaju samostalni i znaju letjeti. Prepelice su brižljive prema svojim mladima, a nekad prihvate i tuđe piliće koji su ostali bez majke.

## Ljudi i prepelice
Mnogi ljudi imaju prepelice kao kućne ljubimce jer se lako održavaju. Dosta ljudi ih lovi zbog mesa. Sezona lova na prepelice traje od početka kolovoza do kraja prosinca. Prepelice se najviše love na području Mediterana. Njihovo meso je velika delikatesa i najčešće se koriste u malteškoj, indijskoj i portugalskoj kuhinji. Prepelice koje su se hranile biljkom kukutom mogu izazvati akutno zatajenje bubrega. Prepeličja jaja se često prodaju u prodavnicama i jako su malena u odnosu na kokošja, ali imaju sličan okus. Osim veličine, razlika između prepeličjih i kokošjih jaja je u tome što prepeličja imaju malo manje kolesterola. Ponekad se poslužuju sirova uz sushi. U egipatskim hijeroglifima postoji simbol prepelice.                    

## Galerija
- Ilustracija mužjaka
- Ženka
- Prepeličja jaja
- | w | na hijeroglifima